# Bisdom Trujillo (Honduras)
Het bisdom Trujillo (Latijn: Dioecesis Truxillensis in Honduria) is een rooms-katholiek bisdom met als zetel Trujillo, in Honduras. Het bisdom is suffragaan aan het aartsbisdom San Pedro Sula. 

## Geschiedenis
In 1527 werd het bisdom Honduras opgericht dat geheel Honduras omvatte, echter nog zonder een duidelijke zetel. In 1531 bevestigde de paus de zetel en in 1532 werd de eerste bisschop aangewezen. Echter pas in 1539 vestigde de eerste bisschop zich in Trujillo. Wegens continue aanvallen werd in 1561 de zetel verplaatst naar Comayagua. In 1571 werd de verplaatsing van de bisschopszetel bevestigd en kwam een einde aan het bisdom Trujillo. Dit eerste bisdom Trujillo wordt gezien als een voorloper van het huidige aartsbisdom Tegucigalpa.
Het bisdom werd opnieuw opgericht op 3 juli 1987, uit delen van het bisdom San Pedro Sula, en was suffragaan aan het aartsbisdom Tegucigalpa. Op 26 januari 2023 veranderde het van kerkprovincie en werd suffragaan aan het nieuw verheven aartsbisdom San Pedro Sula.

## Parochies
Het bisdom had in 2022 een oppervlakte van 25.296 km2 en telde 457.000 inwoners waarvan 53,0% rooms-katholiek was.

## Bisschoppen
- Virgilio López Irias (3 juli 1987 - 22 juni 2004)
- Luis Felipe Solé Fa (18 maart 2005 - 10 maart 2023)
- Jenry Orlando Ruiz Mora (10 maart 2023 - heden)